# Jérémie Boga
Jérémie Boga (Marselha, 3 de janeiro de 1997) é um futebolista profissional francês que atua como meia. Atualmente, defende o Nice.

## Carreira
Jérémie Boga começou a carreira no Chelsea FC.

## Títulos
Seleção Marfinense
- Campeonato Africano das Nações: 2023